# Castianeira descripta
Castianeira descripta är en spindelart som först beskrevs av Nicholas Marcellus Hentz 1847.  Castianeira descripta ingår i släktet Castianeira och familjen flinkspindlar. Inga underarter finns listade.